# Églon

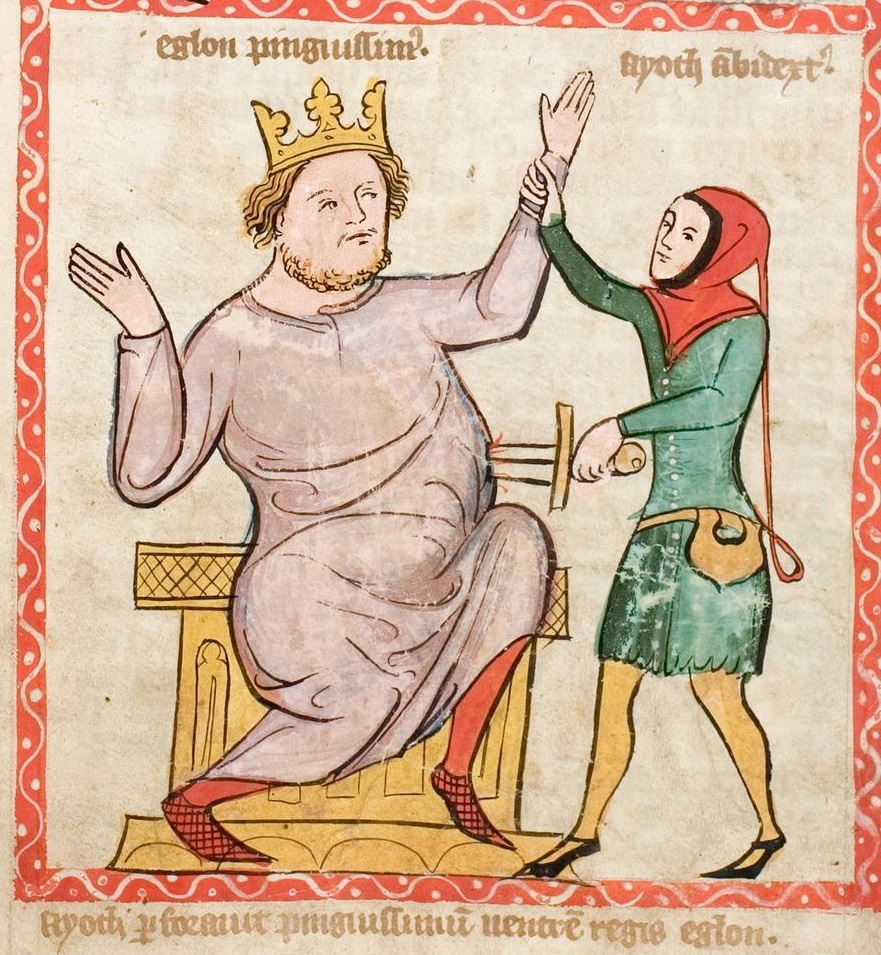
L'assassinat d'Églon, Speculum Humanae Salvationis, 1360.

Églon, roi des Moabites à l'époque des Juges, est un personnage du Livre des Juges. Il conquit le pays des Israélites, qu'il tint dix-huit ans asservis. C'est alors que Ehud se présenta à lui, envoyé par ces derniers, feignant de lui offrir un présent, mais le tua d'un coup d'épée dans le ventre. C'est le Benjamite Éhud qui délivra Israël de la domination de Moab. 